# Суперкубок Італії з волейболу серед жінок 2015
20 розіграш Суперкубка Італії з волейболу серед жіночих команд відбувся 10 жовтня 2015 року у Кремоні. За трофей боролися чемпіон Італії в сезоні 2014—2015 «Помі» (Казальмаджоре) і володар національного кубка «Ігор Горгонзола» (Новара). У п'ятисетовому матчі дебютантів сильнішим виявився переможець Серії А.

## Учасники
| Команда           | Місто         | Досягнення                              |
| ----------------- | ------------- | --------------------------------------- |
| «Помі»            | Казальмаджоре | Чемпіон Італії в сезоні 2014—2015       |
| «Ігор Горгонзола» | Новара        | Володар кубка Італії в сезоні 2014—2015 |

## Матч
| Дата       | Час |                        | Рахунок |                            | Сет 1 | Сет 2 | Сет 3 | Сет 4 | Сет 5 | Всього  | Звіт  |
| ---------- | --- | ---------------------- | ------- | -------------------------- | ----- | ----- | ----- | ----- | ----- | ------- | ----- |
| 10.10.2015 |     | «Помі» (Казальмаджоре) | 3–2     | «Ігор Горгонзола» (Новара) | 17–25 | 25–22 | 25–23 | 20–25 | 17–15 | 104–110 | [ 1 ] |

| 1                 | Лючія Баккі              |    |
| 3                 | Карлі Ллойд              | 4  |
| 5                 | Іммаколата Сіррессі (л)  |    |
| 8                 | Лорен Гіббемеєр          | 8  |
| 10                | Карлотта Камбі           |    |
| 12                | Франческа Піччініні      | 19 |
| 14                | Маргарета Козух          | 20 |
| 15                | Йована Стеванович        | 12 |
| 16                | Валентина Тіроцці ()     | 11 |
| 18                | Тереза Матушкова (Россі) | 1  |
| 7                 | Маріанна Феррара         |    |
| Резерв:           |                          |    |
| 6                 | Джада Чеккетто (л)       |    |
| 13                | Росселла Олівотто        |    |
| Головний тренер:  |                          |    |
| Массімо Барболіні |                          |    |

| 1                | Єлена Руссо           |    |
| 6                | Тіяна Малешевич       | 3  |
| 7                | Мартіна Гвіджі ()     | 10 |
| 8                | Ауреа Крус            | 12 |
| 9                | Сара Боніфачо         |    |
| 10               | Крістіна Кірікелла    | 11 |
| 11               | Стефанія Сансонна (л) |    |
| 13               | Ноемі Сіньйоріле      | 2  |
| 14               | Катерина Босетті      | 17 |
| 18               | Саманта Фабріс        | 29 |
| Резерв:          |                       |    |
| 3                | Елеонора Бруно (л)    |    |
| 5                | Магдалена Вавжиняк    |    |
| 15               | Ноура Мабіло          |    |
| 17               | Франческа Босіо       |    |
| Головний тренер: |                       |    |
| Лучано Педулла   |                       |    |